# Ejido la Bomba
Ejido la Bomba är en ort i Mexiko.   Den ligger i kommunen Cosoleacaque och delstaten Veracruz, i den sydöstra delen av landet, 500 km öster om huvudstaden Mexico City. Ejido la Bomba ligger 49 meter över havet och antalet invånare är 239.
Terrängen runt Ejido la Bomba är huvudsakligen platt. Ejido la Bomba ligger uppe på en höjd. Runt Ejido la Bomba är det tätbefolkat, med 343 invånare per kvadratkilometer. Närmaste större samhälle är Coatzacoalcos, 19,6 km nordost om Ejido la Bomba. Omgivningarna runt Ejido la Bomba är en mosaik av jordbruksmark och naturlig växtlighet.